# Rozłazinka
Rozłazinka, Struga Rozłazińska – nieoficjalna nazwa strugi  przepływającej przez Rozłazino. Prawobrzeżny dopływ Węgorzy.

## Przebieg
Struga bierze swój początek z leśnego jeziorka znajdującego po północnej stronie Rozłazina dalej płynie w kierunku południowym. Obecnie struga jest nieomal w całości skanalizowana. Następnie przepływa pod ulicą Długą w okolicach starej gorzelni przed skrzyżowaniem ulicy Długiej, Osiedlowej i Leśnej. W tym miejscu jest na niewielkim odcinku widoczna na powierzchni.
Dalej płynie po zachodniej stronie ulicy Długiej i wzdłuż tej ulicy, gdzie jest już całkowicie skanalizowana. Przepływa pod ulicą Osiedlową w okolicach dawnego zbiornika retencyjnego w pobliżu wymienionego wyżej skrzyżowania. Następnie płynąc na południe dociera w okolice basenu strażackiego i przepływa pod ulicą Strażacką, a następnie pod ulicą Okrężną.
Po ponownym przepłynięciu pod ulicą Długą za rondem św. Jana Pawła struga skręca w kierunku zachodnim. Następnie przepływa pod nasypem kolejowym między przystankiem kolejowym w Rozłazinie, a pobliskim wiaduktem. Za nasypem kolejowym ostatnie kilkadziesiąt metrów do ujścia struga płynie na powierzchni.